# Jalovik
Jalovik (Servisch: Јаловик) is een plaats in de Servische gemeente Vladimirci. De plaats telt 1950 inwoners (2002).